# ICタグ
ICタグ（アイシータグ）とは、電波を受けて働く小型の電子装置の1つで、RFID（Radio frequency identification）の一種である。
非接触ICカード（アイシーカード）も原理は同じである。プラスチックのカード形状のものを一般的にICカードとよぶ。ICカードには表面に金属端子のある接触型ICカードと、端子のない外部からの電波で動作する非接触型ICカードがある。
ラベルや値札などの形状で使われるものを「ICタグ」を一般的に呼称するが明確な基準はない。電波を受けて動作するICタグ、ICカードをまとめてRFタグともいう。

## 概要
ICタグリーダーから発射される電波により微量な電力を得ることで個別番号などの情報処理を行い電波を送信する。リーダーはこの電波信号を読み取ってICタグの情報を得る。その際に、リーダーはICタグに接触させる必要はない。
電波の到達距離が短いタイプは電源を内蔵する必要がない、小さく薄い、コストが低いため使い捨てできるという特徴により、商品にICタグを取り付ける自動読み取りのセルフレジ用として普及している。また生産者や流通経路を記録することも可能である。

## ICタグの問題点
欧米では、商品に付いたICタグが、店舗を出た消費者の行動を追跡する手段になりうるとして「スパイ・チップ」とも呼ばれている。一部の消費者団体がICチップが付いた商品の不買運動をした例もある。
今後、消費者のプライバシーをどう保護するか、といった課題が残されている。

## 日本におけるICタグ利用のガイドライン
日本においても、プライバシー保護の観点から、総務省等が「電子タグに関するプライバシー保護ガイドライン」を作成している。
それによれば、個人情報が「消費者が気付かないうちに、望まない形で読み取られる等のおそれがあります。」 として、
- タグが装着されていることの表示
- タグの読み取りに関する消費者の最終的な選択権の留保
- 個人情報を記録する場合における情報収集及び利用の制限
- 情報管理者の設置
- 消費者に対する説明及び情報提供

などを事業者等に求めている。
タグの読み取りができないようにする方法の例としては（総務省のガイドラインより）
- アルミ箔で覆って遮断できる場合はアルミ箔で覆う。
- 固有番号を含む全部若しくは消費者が選択する一部の情報を電磁的に消去し、又は当該情報を読み取ることを不可能にする。
- タグ自体を取り外す。

がある。

## 歴史
日本でのICタグの歴史は浅く、電池を使ったRFIDとしては1991年に2個のリチウム電池による非接触型カードが登場し、その後、本格的なICタグは125kHzを利用したドイツ製Philips社の"Hitag"が1997年に登場した。その頃すでに米国では、1995年に米TI社からは自動車用キーや家畜の判別用として"Tagit"と名付けられたガラス管封止型の134kHz利用のICタグが登場していた。1999年には13.56MHz利用でEEPROM半導体を使ったICタグが登場し、非接触での動作距離が飛躍的に伸びてからはこの短波帯の13.56MHzが近傍型ICタグの世界規格、ISO15693として普及している。

## 万引き防止タグ
書店やレンタルビデオ店で見かけるICタグに良く似たものに、万引き防止タグがある。販売/貸出時に商品から取り外す万引き防止タグは単純なコイルとコンデンサだけで構成されている事が多く、外部からの電波と共振し反射波を返すことでその存在を判別可能にしている。万引き防止タグの中でも取り外さずに機械に掛けるだけで済ますものがあり、これは1ビットタグとも呼ばれ、料金支払いなどの処理を済ませたか、まだ済ませていないかの2つの状態、つまり"1"ビットの情報を保持するだけの仕組みを備えているものである。ICタグはICチップから構成される物なので、これら万引き防止タグとICタグは厳密には別物である。

## 国際標準
HF帯ICタグに関する国際標準として以下の2つがある。
- ISO/IEC 14443：10cm以下の近接型の情報伝達用途
- ISO/IEC 15693：70cm以下の近傍型の情報伝達用途

これらはともに非接触型ICカード・RFID用として想定され、13.56MHz帯の電波を使用する。実際の到達距離は規格上の距離より長くなる傾向がある。

### EPCコード
公的な国際標準ではないが世界的な物流業界での標準になりつつあるEPCコードというものがある。これは96ビットの8ビットのEPCコード・バージョンナンバーを示すヘッダー、28ビットの管理団体を示すEPCマネージャ、24ビットの品名を示すオブジェクト・クラス、36ビットの個別の連続番号からなるシリアル・ナンバーから成り、必要に応じてこれらにCRCのような冗長ビットが付加される。EPCコードでは約2.7億社ごとに16万種類の物品のそれぞれに680億の異なる番号を割り振ることができる。

## 構成
ICタグのシステム全体は多数のICタグとそれを読み取るリーダー機から構成される。
- ICタグ
  - アンテナ
  - ICチップ
  - 被覆
- リーダー機
  - アンテナ
  - チューナー
  - リーダーIC
  - マイクロコンピュータ部
  - 電源部、操作部、外部接続部、筐体

また、リーダー機は必要に応じてICタグの内容を書き換えられるライター機能が備わり、リーダー/ライター機となる。ライター動作時には一般に電波の到達距離が短くなる。

## 技術

### 使用電波帯
- 125kHz帯
- 13.56MHz帯
- 2.45GHz帯

125kHz帯では電波規制がなく無線局の申請を必要としないが、大きなアンテナが必要なわりに到達距離が短い。ペット用タグとして使われるガラス管封止型では、フェライトコアにコイルを巻いた棒状アンテナが使われている。13.56MHz帯ではICタグを使用するのに十分な電力程度では無線局の申請を必要としない。2.45GHz帯では直進性が高くアンテナも小型化でき、また電波の到達距離も比較的長いが、有効に利用しようと10mW以上の空中線電力にすると構内無線局として開局申請が必要となる。新たに開発される技術は波長が短くなる傾向がある。21世紀以降は860-960MHzの電波帯の使用が検討されているが、各国での電波の割当てが異なるために世界的な標準化の障害となっている。

### アンテナ
ICタグ側のアンテナは小さく共振性が高く量産性の良いことが求められる。
- 巻き線
- エッチング
- めっき
- 印刷

最初に用いられた巻き線方式は量産性が悪く今ではあまり汎用のICタグには採用されない。印刷方式は開発中である。35-70μm程の銅やアルミの箔を写真技術によって不要な部分を溶かし去るエッチング方式が主流である。エッチング方式ではアンテナを2層にすることで受信電力を増すことが多い。

### ICチップ
ICチップ内には簡単なマイクロコンピュータとEEPROM、RAMなどが含まれる。回路は低消費電力であることが強く求められる。不正使用や改ざん、成りすましを防ぐための暗号化処理を行うためのプログラムを持つものもある。

### アンテナとICチップの接続
アンテナとICチップの接続は、インターポーザーまたはFCPと呼ばれるICチップを乗せた薄く微細な基板をアンテナの2つの端子に接続することが一般的である。ICチップのインターポーザーへの実装は半導体用ワイヤボンディングで行われ、樹脂封止されることが多い。
インターポーザーとアンテナとの接続は次の2つの方法が主に使われている。
- ACF（anisotropic conductive film、エナイソトロピック・コンダクティブ・フイルム、異方性導電膜）
- 超音波融着

ACFの貼り付けでは、高分子基材を融着させるために140-150℃程度に加熱しながら、同時に加圧することによって内部での電気的な接続を確保する。半導体ボンディング技術の応用である超音波融着では金属端子を超音波によって振動させ、その摩擦熱で局所的に500℃程度に加熱し、同時に金属の接続面へ圧接することで金属同士を共晶させて接続する。

### コリジョン
使用する電波帯内をいくつかのチャンネルに分けてICチップに割り振る工夫も行われているが、到達距離が長くなると多数のICチップが同時に同じチャンネルで応答して電波信号が重なる衝突（コリジョン）するようになる。個々のICチップ間ではコリジョンは判らず、またコリジョン回避のための回路をICチップごとに持たせるとコスト高となるので、外部の読み取り側で判別するようになっている。